# Hendrik Wortman
Hendrik Wortman (Amersfoort, 25 maart 1859 - Den Haag, 21 oktober 1939) was een Nederlands civiel ingenieur en directeur-generaal van de Dienst der Zuiderzeewerken van 1919 tot 1929.

## Levensloop
Wortman was de zoon van Hendrik Wortman (1816-1871), Officier van gezondheid in Amersfoort, en Anna Hubers (1822-1899). Hij studeerde van 1876 tot 1880 aan de Polytechnische School te Delft, de voorloper van de TU Delft.
Nadat Wortman als civiel ingenieur was afgestudeerd, trad hij in dienst van Rijkswaterstaat. In het begin werkte hij bij de Dienst der opneming voor de Waterstaats- en Rivierkaart. In deze functie leerde hij de waterstaatkundige toestand van Nederland goed kennen. Hij doorliep alle rangen in de dienst en was werkzaam in Nijmegen, Zwolle, Assen, Haarlem en Den Haag.
Tijdens het tweede ministerschap van ir. Cornelis Lely werkte hij aan de voorbereiding van twee zaken die ook voor Lely van groot belang waren, nl. de haven van Scheveningen en het wetsontwerp van 1907 voor de afsluiting en gedeeltelijke droogmaking van de Zuiderzee. Hiermede werd de grondslag gelegd voor twee belangrijke onderdelen van zijn carrière, zijn bemoeiingen met zeewerken en met het Zuiderzeevraagstuk.
Zijn ervaring met zeewerken deed hij op bij de bouw van de buitenhaven van Scheveningen, bij het beheer van het Noordzeekanaal en bij den aanleg van kustverdedigingen in Noord-Holland, zoals de aanleg van strandhoofden.
Maar hij werd steeds weer betrokken bij de Zuiderzeewerken. Hij bereidde het wetsontwerp van 1907 inzake de afdamming van het Amsteldiep en het droogmaken van de Wieringermeer voor, hield toezicht op het uitwerken van de plannen voor de Wieringermeerpolder en was voorzitter van de commissie die de begroting moest herzien ten behoeve van de Zuiderzeewet. 
In 1908 heeft hij namens Nederland samen met ir. Déking Dura deelgenomen aan de PIANC conferentie in Sint Petersburg en in 1912 aan de conferentie in Philadelphia (samen met de Blocq van Kuffeler en Escher). Hij heeft hiervan een heel uitgebreid verslag geschreven dat een goed overzicht geeft van de waterbouwkundige praktijk in de wereld van kort voor de Eerste Wereldoorlog.
In mei 1915 werd hij benoemd tot inspecteur-generaal, destijds de hoogste functie die Rijkswaterstaat kende. Op 1 mei 1919 werd Wortman directeur-generaal van de Dienst der Zuiderzeewerken. Deze dienst had als taak de Afsluitdijk en de dijken van de IJsselmeerpolders aan te leggen.  Hij bekleedde die functie tot 1 mei 1929, toen hij met pensioen ging. Wortman werd opgevolgd door ir. Victor de Blocq van Kuffeler. Bij zijn pensionering is hij benoemd tot Commandeur in de Orde van de Nederlandse Leeuw

## Publicaties, een selectie
- Geschiedenis en beschrijving van het Noordzeekanaal, samen met G.J. van den Broek ‘s-Gravenhage: Departement van Waterstaat, 1909.
- Rapport betreffende de wateronttrekking aan, en de afzanding van de duinen langs de Nederlandsche kust, samen met  J.C. Ramaer en N.A.M. van den Thoorn, Rapporten en mededeelingen van den Rijkswaterstaat, No. 2, 1912
- Verslag eener reis naar Zweden tot het bezoeken van plaatsen van herkomst van Zweedsch graniet, welke toepassing zou kunnen vinden bij zeewerken in Noordholland, met A.T de Groot, Rapporten en mededeelingen van den Rijkswaterstaat, No. 5, 1915
- Verslag der commissie ingesteld bij ministerieele beschikking van 6 november 1915 no 270, afdeling waterstaat, inzake verbetering en uitbreiding van de haven van Delfzijl
- Nota I inzake de voorziening in de belangen van scheepvaart en afwatering van de landen, gelegen rondom de Wieringermeer,  Dienst der Zuiderzeewerken, 1922
- De afsluiting en gedeeltelijke droogmaking van de Zuiderzee, vereniging Nederland in den vreemde, 1926 (ook uitgebracht in het Frans, Duits en Engels)

- Verslag van de staatscommissie, ingesteld bij Koninklijk Besluit van 18 October 1897, no. 32, tot voorbereiding van maatregelen tegen verontreiniging van openbare wateren, samen met A.F. van Lynden en J.M Huizinga, 1901
- Verslag der commissie, ingesteld bij beschikking van den Minister van Waterstaat d.d. 12 Januari 1918 no. 247, afd. Waterstaat, om te onderzoeken of het aanbeveling zal verdienen te bevorderen dat hoogovenslakken zullen worden aangewend als verhardingsmateriaal voor wegen en zoo ja, op welke wijze dit het beste zal kunnen geschieden, samen met L.R. Wentholt, 1919
- Seeschiffahrt
- Rapport, betreffende de wateronttrekking aan, en de afzanding van de duinen langs de Nederlandsche kust, samen met  J.C. Ramaer en N.A.M. van den Thoorn, 1912
- protection of canal banks in the Netherlands 6e PIANC congres 1894, Amsterdam
- Ontginning der hooge venen en aanleg van veenkanalen in Nederland, Tijdschrift van het Koninklijk Instituut van Ingenieurs; 1885-1886
- La défense des bords de canaux dans les Pays-Bas 6e PIANC congres 1894, Den Haag
- Verslag van het 11e PIANC congres in St. Petersburg (1908) met A. Déking Dura,  Verhandelingen van het Koninklijk Instituut van Ingenieurs, 1909-1910, p. 1-52. Hierin ook zijn bijdrage “Bauart von Häfen an sandiger Küsten”
- Construction of navigation canals affording operation at high speed : report PIANC congress Den Haag, 1894
- "Zurig of Piaam": (antwoord op de bezwaren tegen de wijziging der richting in de afsluitdijk der Zuiderzee uitgebracht door J.C. Ramaer en door de gemeentebesturen van Sneek, Bolsward en Lemsterland), 1925

- Biografisch Portaal: 63528830
- Gemeinsame Normdatei: 1113678879
- International Standard Name Identifier: 0000 0003 9641 4779
- Nederlandse Thesaurus van Auteursnamen: 069259100
- Système universitaire de documentation: 201015102
- Virtual International Authority File: 291330863
- WorldCat: E39PBJdGQrJdmym7dHFrxrRYfq